# Ашок Кумар (борець, 1959)
Ашок Кумар (англ. Ashok Kumar; нар. 28 жовтня 1959) — індійський борець вільного та греко-римського стилів, срібний та бронзовий призер чемпіонатів Азії з вільної боротьби, срібний та бронзовий призер чемпіонатів Азії з греко-римської боротьби, бронзовий призер Азійських ігор, чемпіон та срібний призер Ігор Співдружності з вільної боротьби, учасник Олімпійських ігор.

## Життєпис
У 1999 році за спортивні досягнення був нагороджений премією «Арджуна».

## Спортивні результати на міжнародних змаганнях

### Виступи на Олімпіадах
| Змагання                    | Збірна | Вагова категорія          | Місце             |
| --------------------------- | ------ | ------------------------- | ----------------- |
| Літні Олімпійські ігри 1980 | Індія  | вільна боротьба, до 52 кг | не вийшов з групи |

### Виступи на Чемпіонатах Азії
| Змагання                       | Збірна | Вагова категорія                 | Місце  |
| ------------------------------ | ------ | -------------------------------- | ------ |
| Чемпіонат Азії з боротьби 1981 | Індія  | вільна боротьба, до 57 кг        | Срібло |
| Чемпіонат Азії з боротьби 1983 | Індія  | греко-римська боротьба, до 62 кг | Бронза |
| Чемпіонат Азії з боротьби 1983 | Індія  | вільна боротьба, до 62 кг        | Бронза |
| Чемпіонат Азії з боротьби 1987 | Індія  | греко-римська боротьба, до 52 кг | Срібло |

### Виступи на Азійських іграх
| Змагання           | Збірна | Вагова категорія          | Місце  |
| ------------------ | ------ | ------------------------- | ------ |
| Азійські ігри 1982 | Індія  | вільна боротьба, до 57 кг | Бронза |

### Виступи на Іграх Співдружності
| Змагання                | Збірна | Вагова категорія          | Місце  |
| ----------------------- | ------ | ------------------------- | ------ |
| Ігри Співдружності 1978 | Індія  | вільна боротьба, до 48 кг | Золото |
| Ігри Співдружності 1982 | Індія  | вільна боротьба, до 57 кг | Срібло |